# Elektrotechnika
Elektrotechnika je vědní a technický obor, který se zabývá technickými aplikacemi elektromagnetismu, mimo jiné výrobou, rozvodem a přeměnou elektrické energie v jiné druhy energie, konstrukcí sdělovacích, zabezpečovacích, výpočetních a jiných elektrických zařízení. Podle hodnot proudu a napětí se elektrotechnika dělí na silnoproudou a slaboproudou.
Elektrotechnika je také obor lidské činnosti zabývající se praktickým využitím elektrické energie. Z toho vyplývá, že rozpětí elektrotechniky sahá od nejjednodušších zařízení jako jsou bleskosvody až k nejkomplikovanějším lidským výtvorům jako počítače, od digitálních hodinek až po atomové elektrárny.

## Elektrotechnické obory
Z této šíře záběru vyplývá, že se elektrotechnika štěpí na řadu oborů a podooborů. Přitom tyto obory v zásadě můžeme rozdělit na tzv. slaboproud a silnoproud – podle velikosti energií, s kterými se zde pracuje. K oborům „slaboproudu“ se řadí například elektronika a telekomunikace, k oborům „silnoproudu“ patří elektroenergetika, elektrické stroje, elektrické přístroje, výkonová elektronika a elektrické pohony. Tyto obory mnohdy nelze zcela striktně oddělit, protože se mnohde prolínají a navazují na sebe.

### Elektroenergetika
Elektroenergetika je nejstarším elektrotechnickým oborem. Zabývá se především výrobou, přenosem a distribucí elektrické energie, také se sem řadí elektrické osvětlení a přeměna elektřiny na teplo (elektrické topení, elektrické vysoké pece, elektrické pece na sklo a podobně), spadá sem rovněž problematika ochrany před nežádoucími účinky elektrického proudu.
Viz také
- elektrárna
- tepelná elektrárna
- jaderná elektrárna
- vodní elektrárna
- sluneční elektrárna
- větrná elektrárna
- rozvodna
- elektrické vedení
- přenosová soustava

### Elektrické stroje
Elektrické stroje jsou zařízení sloužící k přeměně elektrické energie na pohyb a naopak a ke změně parametrů elektrické energie. V zásadě rozlišujeme elektrické stroje točivé (jako elektrický motor a elektrický generátor) a netočivé (transformátor).
Viz také:
- transformátor
- elektrický motor, elektrický generátor
- dynamo, stejnosměrný motor (stejnosměrný stroj)
- asynchronní motor (indukční stroj)
- synchronní stroje, alternátor

### Elektrické přístroje
Jako obor se zabývají zařízeními sloužícími k ovládání a měření elektrické energie. Řadí se sem například
- jističe, pojistky
- stykače, vypínače, odpojovače
- relé

a různé měřicí přístroje jako:
- voltmetr
- ampérmetr
- ohmmetr
- wattmetr

### Elektrické pohony
Elektrické pohony Jsou obor, který se zabývá pohonem strojů a jiných technických zařízení pomocí elektrické energie. Podle druhu použitých strojů rozlišujeme pohony stejnosměrné a střídavé, dále rozlišujeme pohony regulované a neregulované. U neregulovaných pohonů je třeba zpravidla řešit rozběh a jištění stroje, u regulovaných pohonů dále regulaci rychlosti nebo polohy. V průmyslových aplikacích se také často nejedná o izolované pohony, ale o regulaci vícemotorových soustrojí, jako jsou různé dopravníky, jeřáby, výtahy, válcovací stolice nebo papírenské stroje. Moderní regulované pohony často zahrnují sofistikované řízení založené na frekvenčních měničích, zde často včetně počítačem řízeného provozu stroje.

## Elektronika

### Elektronika – jako věda
Elektronika – je vědní obor jehož předmětem je výzkum zákonitostí působení elektronů a dalších nabitých částic s elektromagnetickým polem a rozpracování metod konstrukce elektronických přístrojů, ve kterých se toto působení používá pro přeměnu elektromagnetické energie s cílem přenosu, zpracování a uchování informací, automatizace výrobních procesů, konstrukce energetických zařízení a podobně. Elektronika se dělí do tří základních částí výzkumu: vakuová elektronika, elektronika pevných látek a kvantová elektronika. Výsledky elektroniky se v praxi rozdělují do dvou vzájemně svázaných oblastí. První z nich je spojena s konstrukcí elektronických přístrojů různého využití a jejich převážně hromadné výroby a druhá oblast je zaměřena na sestrojení přístrojů a systémů pro řešení nejsložitějších úkolů výpočtové techniky, informatiky, spojovací techniky a dalších vědeckých a praktických úloh.

### Elektronika
Elektronika se zabývá zařízeními založenými na bázi elektronických součástek. Přitom za elektronickou součástku se považuje součástka schopná ovládat tok elektrické energie bez použití pohyblivých mechanických dílů. Prvními aktivními elektronickými součástkami byly elektronky, které daly tomuto oboru jméno. Dnešní elektronika je založená na polovodičích, které se v současnosti vyrábějí téměř výlučně na bázi křemíku. Hlavní výhodou polovodičových součástek je možnost jejich miniaturizace, která vedla ke vzniku integrovaných obvodů. Integrovaný obvod může obsahovat několik součástek, ale také několik milionů nebo několik stovek milionů součástek jak jsme tomu svědky u moderních mikroprocesorů. Už přes třicet let platí tzv. Mooreův zákon, který říká že množství součástek které se daří integrovat na jediném čipu roste exponenciálně, zatímco cena a spotřeba (ztrátový výkon) součástky klesá.
Viz také:
dioda
tranzistor
integrovaný obvod
deska plošných spojů

### Výkonová elektronika
Výkonová elektronika je na rozdíl od klasické elektroniky silnoproudým oborem. Pokrok ve výrobě polovodičových součástek umožnil výrobu součástek dovolujících velmi rychle spínat vysoká napětí v řádu až tisíců voltů a vysoké proudy v řádu stovek až tisíců ampér. Díky tomu mohlo dojít ke vzniku nového silnoproudého oboru – výkonové elektroniky. Výkonová elektronika se zabývá především řešením různých měničů parametrů elektrické energie.
Viz také:
- usměrňovač
- zvyšovač napětí
- snižovač napětí
- střídač (frekvenční měnič)
- aktivní filtr
- aktivní usměrňovač

### Telekomunikace
Jsou oborem zabývajícím se infrastrukturou pro přenos informací. Telekomunikace proto můžeme k elektrotechnice, protože fyzickým médiem využívaným pro přenos, distribuci a kódování informací je dnes převážně elektrická energie. Pro telekomunikace se používá jednak rádiový přenos informace, jednak přenos informace po elektrických nebo optických kabelech.
Viz také:
anténa
vysílač
přijímač
telekomunikační vedení
ústředna
telefon

## Základy elektrotechniky
Teoretickou základnou elektrotechniky jsou Maxwellovy rovnice, které popisují chování elektromagnetického pole. Elektromagnetické pole se mnohdy často
jeví jako elektrické pole nebo magnetické pole, podle toho která složka se při
určitých jevech výrazněji projevuje.

### Základní pojmy
- elektrický proud
- elektrické napětí
- elektrický obvod
  - zkrat
  - galvanické oddělení
- elektrický odpor
- magnet
- elektrická kapacita
- indukčnost
- impedance
- PN přechod

### Elektrotechnické materiály
- vodiče
- izolanty
- polovodiče
- odporové materiály
- magnetické materiály
- dielektrika
- materiály pro výrobu chemických baterií
- materiály pro chlazení a tepelnou izolaci